# Infoseek
Infoseek — uruchomiona w 1994 roku wyszukiwarka internetowa, opracowana przez Steva Kirscha która jako jedna z pierwszych automatycznie indeksowała miliony stron WWW, dzięki czemu możliwe było szybkie dotarcie do żądanych informacji; należała do najefektywniejszych narzędzi tej klasy.  Infoseek był pierwotnie obsługiwany przez Infoseek Corporation z siedzibą w Sunnyvale w Kalifornii. W 1999 roku Infoseek został kupiony przez The Walt Disney Company a technologia została połączona z technologią przejętej przez Disneya Starwave, tworząc sieć Go.com. 

## Historia
Infoseek został uruchomiony w styczniu 1994 roku jako usługa płatna bazując początkowo na silnikach wyszukiwania Yahoo i Lycos z nieco bardziej przyjaznym interfejsem. Usługa została porzucona w sierpniu 1994 roku, a Infoseek został ponownie uruchomiony jako Infoseek search w lutym 1995 roku. W 1995 roku firma Infoseek zawarła umowę z firmą Netscape, aby stała się domyślną wyszukiwarką w programie Netscape Navigator.  W dniu 11 czerwca 1996 r. Infoseek  po raz pierwszy został notowany na giełdzie Nasdaq (pod nazwą SEEK) po cenie 12 USD za akcję.  
31 marca 1997 roku Infoseek wypuścił wersję swojego oprogramowania wyszukiwania Ultraseek Server — kompletną wyszukiwarką dla przedsiębiorstw. Opłata licencyjna była uzależniona od liczby indeksowanych dokumentów. W tym roku na oprogramowaniu UltraSeek Server w wersji 1.2.3 ICM uruchomiło polską wersję wyszukiwarki Infoseek. Podobnie jak Sieciowid i Netoskop obsługiwała polskie znaki, co nie było w tamtych czasach standardem.  Przez kilka lat była najpopularniejszą wyszukiwarką polskich stron WWW. 
W 1999 licencję na korzystanie z oprogramowania UltraSeek Server wyszukiwarki wykupił także portal Onet, który zmienił ją na Google w 2000 roku. 
We wrześniu 1997 roku globalny Infoseek odwiedzało 7,3 miliona użytkowników miesięcznie, co w tamtym czasie zapewniało pozycję w czołówce narzędzi do przeszukiwania internetu.  Była to piąta najczęściej odwiedzana strona internetowa w 1996, siódma w 1997 i dziesiąta w 1998 r.  W 1998 roku Walt Disney kupił 43% udziałów w Infoseek i włączył witrynę do swoich biznesów medialnych. Mniej więcej w tym samym czasie Disney przejął Starwave Corporation, w skład której wchodzili ESPN.com i ABCNews.com.  W 1999 roku Disney nabył pozostałe akcje Infoseek, po czym  połączył Starwave i Infoseek i tworząc portal GO.com.  Po tym domena infoseek.com przekierowywała do go.com, a nazwa marki Infoseek nie była już używana w Ameryce Północnej; domena australijska i domena japońska nadal działały z nazwą Infoseek.
W 2000 roku Inktomi ogłosiło, że kupuje oprogramowanie UltraSeek od Disneya za 344 miliony dolarów (3,5 mln w gotówce i 321,5 mln w akcjach).   W grudniu 2002 roku Ultraseek'a kupiła firma Verity Inc. poprzez przejęcie firmy Inktomi. Od tej chwili produkt wyszukiwarki było znany jako Verity Ultraseek.

## Charakterystyka
Infoseek była jedną z pierwszych wyszukiwarek, które sprzedawały reklamy na zasadzie CPM, Cost Per Thousand Impressions.  W 1997 roku pierwsze programy Cost Per Click, a także prekursor wyskakujących okienek zwanych oknami potomnymi, zostały sprzedane firmie Grey Advertising na potrzeby kampanii Procter & Gamble Pampers. 
W 1998 roku Infoseek był pierwszą firmą internetową, która opracowała i uruchomiła targetowanie behawioralne za pomocą algorytmów kierowania UltraMatch. W 1999 roku inżynier Infoseek Li Yanhong przeniósł się do Pekinu w Chinach i był współzałożycielem wyszukiwarki Baidu.  